# Николай Басов
Николай Геннадиевич Басов (на руски: Николай Геннадиевич Басов) е съветски и руски физик, носител на Нобелова награда за физика за 1964 година заедно с Александър Прохоров и Чарлз Хард Таунс за работата си в областта на квантовата електроника, довела до създаването на лазера и мазера. Чуждестранен член на Българската академия на науките (1974).

## Биография
Роден е на 14 декември 1922 година в Усман, Липецка област, Русия. През 1950 г. се жени за Ксения Тихоновна Назарова. Има 2 сина: Генадий (1954) и Дмитрий (1963).
Умира на 1 юли 2001 година на 78-годишна възраст.

## Признание
- Ленинска награда (1959)
- Нобелова награда за физика (1964)
- 2 пъти Герой на социалистическия труд (1969, 1982)
- 2 ордена „Ленин“